# Vanishing Point (Primal Scream-album)
Az 1997-es Vanishing Point a Primal Scream ötödik nagylemeze. Címét az azonos című filmről kapta, amely egyben a lemez ihletője. A film hatása elsősorban a Kowalski dalon hallható, amely a film alternatív betétdalának készült. Ez az első album, amelyen hallható az együttes új basszusgitárosa, Gary 'Mani' Mounfield, aki korábban a The Stone Roses-ban játszott.
A kritikusok dicsérték az albumot, hangzásban visszatértek magnum opusukhoz, a Screamadelica-hoz. Az album szerepel az 1001 lemez, amit hallanod kell, mielőtt meghalsz című könyvben.

## Az album dalai
|     | Cím                    | Szerző(k)                                                 | Hossz |
| --- | ---------------------- | --------------------------------------------------------- | ----- |
| 1.  | Burning Wheel          | Bobby Gillespie, Andrew Innes, Robert Young, Martin Duffy | 7:06  |
| 2.  | Get Duffy              | Gillespie, Innes, Young, Duffy                            | 4:09  |
| 3.  | Kowalski               | Gillespie, Innes, Young, Duffy, Gary 'Mani' Mounfield     | 5:50  |
| 4.  | Star                   | Gillespie, Innes, Young, Duffy                            | 4:24  |
| 5.  | If They Move, Kill 'Em | Gillespie, Innes, Young, Duffy                            | 3:01  |
| 6.  | Out of the Void        | Gillespie, Innes, Young, Duffy                            | 3:59  |
| 7.  | Stuka                  | Gillespie, Innes, Young, Duffy                            | 5:36  |
| 8.  | Medication             | Gillespie, Innes, Young, Duffy                            | 3:52  |
| 9.  | Motörhead              | Lemmy                                                     | 3:38  |
| 10. | Trainspotting          | Gillespie, Innes, Young, Duffy                            | 8:07  |
| 11. | Long Life              | Gillespie, Innes, Young, Duffy                            | 3:49  |

## Közreműködők

### Az együttes tagjai
- Robert Young
- Bobby Gillespie
- Andrew Innes
- Martin Duffy
- Gary 'Mani' Mounfield
- Paul Mulreany

### Vendégzenészek
- Marco Nelson – basszusgitár (1, 4, 5, 7)
- Augustus Pablo – melodika (4)
- Glen Matlock – basszusgitár (8)
- Pandit Dinesh – tabla (4, 6)
- Duncan Mackay – trombita (2, 5)
- Jim Hunt – szaxofon (2, 5)
- Wayne Jackson – trombita (4)
- Andrew Love – szaxofon (4)
- Ian Dixon – basszusklarinét (2)
- Paul Harte – szájharmonika (8), "droog szintetizátor" (9)

## Fordítás
Ez a szócikk részben vagy egészben a Vanishing Point (album) című angol Wikipédia-szócikk ezen változatának fordításán alapul.  Az eredeti cikk szerkesztőit annak laptörténete sorolja fel. Ez a jelzés csupán a megfogalmazás eredetét és a szerzői jogokat jelzi, nem szolgál a cikkben szereplő információk forrásmegjelöléseként.